# Abborrtjärnen (Filipstads socken, Värmland)
Abborrtjärnen är en sjö i Filipstads kommun i Värmland och ingår i Göta älvs huvudavrinningsområde. Sjön har en area på 0,304 kvadratkilometer och ligger 158 meter över havet.

## Delavrinningsområde
Abborrtjärnen ingår i det delavrinningsområde (661764-140963) som SMHI kallar för Utloppet av Daglösen. Medelhöjden är 172 meter över havet och ytan är 42,57 kvadratkilometer. Räknas de 52 avrinningsområdena uppströms in blir den ackumulerade arean 488,98 kvadratkilometer. Timsälven (Nordmarksälven) som avvattnar avrinningsområdet har biflödesordning 3, vilket innebär att vattnet flödar genom totalt 3 vattendrag innan det når havet efter 345 kilometer. Avrinningsområdet består mestadels av skog (58 procent). Avrinningsområdet har 7,58 kvadratkilometer vattenytor vilket ger det en sjöprocent på 17,8 procent. Bebyggelsen i området täcker en yta av 2,44 kvadratkilometer eller 6 procent av avrinningsområdet.